# Fate/Prototype
Fate/Prototype (フェイト/プロトタイプ?, Feito/Purototaipu) è un OAV di 12 minuti prodotto dallo studio Lerche diretto da Seiji Kishi, sotto la guida di Kinoko Nasu. Esso è un corto molto vicino alla struttura del classico trailer cinematografico mostrante, con scene sconnesse tra loro, il "prototipo" della trama di ciò che sarebbe diventato la visual novel Fate/stay night.
Successivamente, tale racconto è stato sviluppato ulteriormente entrando ufficialmente nel canone narrativo dell'universo di Fate/ come spin-off ambientato in un universo parallelo.

## Genesi
Quando Kinoko Nasu scrisse ai tempi del liceo la prima stesura di Fate/stay night non immaginava che l'avrebbe prodotta in futuro sotto formato di visual novel e quindi per un target diverso rispetto a quello inizialmente designato (egli stava scrivendo Fate sotto forma di un romanzo). Vent'anni dopo decise di sfruttare l'uscita dell'anime di Carnival Phantasm per far produrre Fate/Prototype sotto forma di trailer cinematografico.

## Trama
Il setting di Fate/Prototype non differisce molto da quello finale di Fate/stay night, tuttavia in Prototype i vari Master posseggono un grado, ognuno di essi prende nome dalla gerarchia angelica, partendo dal 7º ordine in su (Principati, Potenze, Virtù, Dominazioni, Troni, Cherubini e Serafini).
La storia di Fate/Prototype inizia dopo otto anni dalla guerra precedente, nel 1999. Il Graal è ancora oggetto di desiderio tuttavia la sua vera natura viene svelata man mano che i vari contendenti si scontrano tra di loro. Protagonista è Ayaka Sajyou, ultimo membro in vita della sua famiglia; la giovane tenta di condurre una vita tranquilla senza relazioni con il passato o la Guerra in corso ma il suo destino è segnato, in quanto è la sorella minore della promettente Manaka, master che fu assassinata nella Guerra precedente. Persino suo padre morente gli ricorda che non ha scampo, dovrà scendere sul campo di battaglia. La notte dell'ottavo anniversario della morte della sua famiglia, Ayaka viene inseguita da un misterioso uomo e sinistre creature e quando sembra tutto perduto emerge in suo soccorso colui che sarà il suo servant, Saber. Tale evento darà inizio alla seconda guerra del santo Graal di Tokyo.

## Opere derivate
Su questo filone narrativo è stata sviluppata una serie di light novel, ovvero Fate/Prototype sōgin no fragments, la quale è un prequel ambientato durante la prima guerra del santo Graal di Tokyo nel 1991. Essa ha inoltre ottenuto anche un ulteriore volume aggiuntivo come spin-off dal titolo Fate/Labyrinth.